# Teki Teslara
Teki Teslara – jeden ze zbiorów akt Centralnego Archiwum Wojskowego.
Są to odpisy dokumentów o charakterze organizacyjnym, sporządzone z archiwaliów wojskowych francuskich (służby historycznego Sztabu Generalnego Ministerstwa Wojny w Paryżu i Francuskiej Misji Wojskowej w Polsce), a dotyczących początkowego stadium formowania Armii Polskiej we Francji w 1917 r.
Nazwa zbioru pochodzi od nazwiska mjra dra Józefa Andrzeja Teslara (1889–1961), legionisty i oficera zawodowego Wojska Polskiego II RP. Przez 3 lata pracował on w archiwum Ministerstwa Wojny w Paryżu.